# NGC 6221
NGC 6221 ist eine Balken-Spiralgalaxie mit aktivem Galaxienkern vom Hubble-Typ SB(s)bc im Sternbild Altar am Südsternhimmel. Sie ist schätzungsweise 62 Millionen Lichtjahre von der Milchstraße entfernt, hat einen Durchmesser von etwa 70.000 Lj und ist als Seyfert-Galaxie klassifiziert. Zusammen mit NGC 6215 bildet sie ein gravitatives Galaxienpaar.
Das Objekt wurde am 3. Mai 1835 von dem Astronomen John Herschel mithilfe seines 18,7-Zoll-Spiegelteleskops entdeckt und später von Johan Dreyer in seinen New General Catalogue aufgenommen.

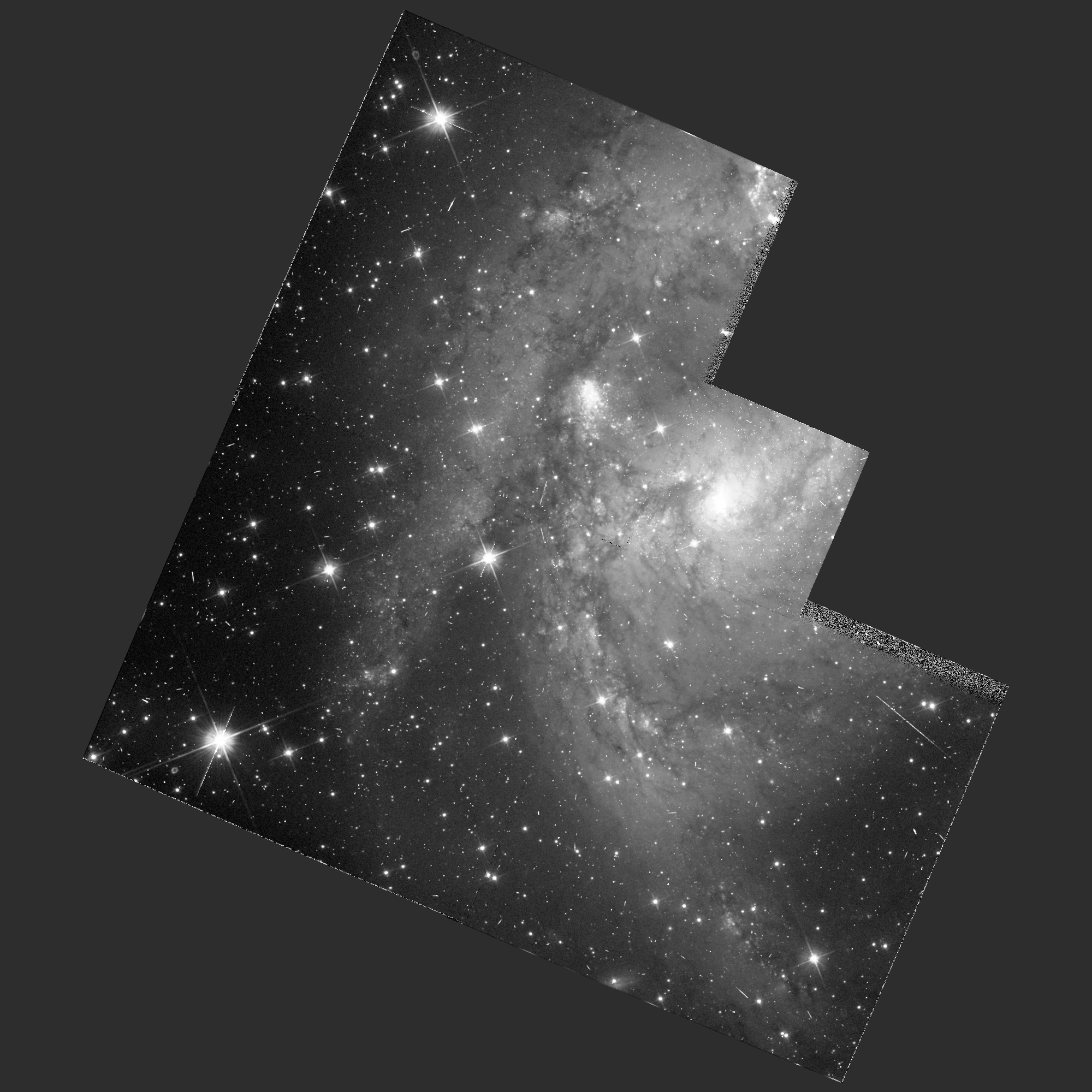
Aufnahme des Hubble-Weltraumteleskops